# Pavol Dobšinský
Dobsinszky Pál (Pavol Dobšinský) (Nagyszabos, 1828. március 16. – Derencsény, 1885. október 22.) evangélikus lelkész, szlovák író, műfordító, néprajzkutató.

## Élete
Atyja evangélikus pap volt. Lőcsén végezte a teológiát. Nagyrőcén és Breznóbányán volt káplán. 1860-ban a szlovák nyelv tanára volt a selmeci evangélikus líceumban, később pap Szirken Gömör vármegyében.
Negyven évig dolgozott a szlovák irodalmi színtéren a turócszentmártoni szlovák nemzetiségi irányban. A szlovákság néprajzával is foglalkozott. Összegyűjtötte és kiadta a szlovák nép regéit, szokásait, játékait, dalait és ezekről értekezéseket írt. Fordított Byrontól és Mickiewicztől is. Publikált a Sokol (sólyom), Lipa (hársfa), Slovenské Pohľady (Szlovák szemle), stb. folyóiratokban.
Álneve: Driencsanszky.

## Munkái
- Slovenské povesti. Rozsnyó, 1858–60 (Szlovák népregék öt kötetben)
- Úvahy o slovenských povestiach. Turócszentmárton, 1871 (Értekezések a szlovák népregékről)
- Sborník. Turócszentmárton, 1870–74 (Népköltési gyűjtemény két füzetben)
- Prostonárodné obyčaje, povery a hry slovenské. Turócszentmárton, 1880 (Szlovák népszokások, babonák és játékok)
- Meséi magyar nyelven A naposholdas paripa címmel jelentek meg. Farkas Jenő és Bóné András fordításában (A Móra Könyvkiadó (Budapest) és a Slovenské Vydavatel'stvo Krásnej Literatúry (Bratislava) közös kiadásában, 1964

## Magyarul
- Az elvarázsolt erdő; vál., utószó Eugen Pauliny, ford. Farkas Jenő; Szlovákiai Szépirodalmi Kiadó, Bratislava, 1960
- A naposholdas paripa. Szlovák népmesék; ford. Farkas Jenő, Bóné András; Móra, Bp., 1964
- Az aranyagancsos szarvas. Szlovák népmesék; vál., utószó Anna Horáková-Gašpariková, ford., átdolg. Bartócz Ilona, Tordon Ákos; Móra, Bp., 1972